# Futon
Futon japonês

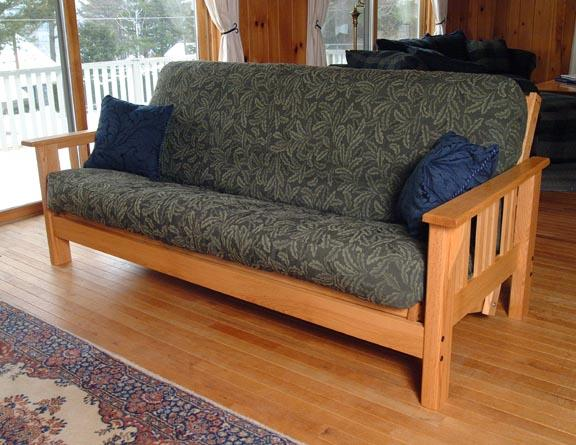
Futon ou sofá-cama ocidental

Um futon (布団, futon) é um tipo de colchão usado na tradicional cama japonesa.
Os futons são baixos, com cerca de 5 cm de altura, e têm no interior algodão, lã ou material sintético. Vendem-se conjuntos no Japão que incluem o colchão (shikibuton), o edredon (kakebuton) e a almofada (makura). Estas almofadas enchem-se com feijão verde, trigo negro ou peças de plástico.
O futon é um tipo de acolchoado ou manta flexível o suficiente para ser dobrado e guardado durante o dia e utilizado à noite, com o objetivo de se poupar espaço. É formado por um shikibuton (inferior) e um kakebuton (acolchoado grosso). 
A versão ocidental é baseada no original japonês com algumas diferenças: geralmente é colocado em uma madeira ou armação de metal, e sua estrutura lembra um sofá.
A fim de aquecer ou secar o futon, os japoneses utilizam um aparelho elétrico chamado futonkansōki (secador de futon), que força a entrada de ar quente no colchão.